# FOSDEM

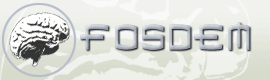
Logotip del FOSDEM 2007

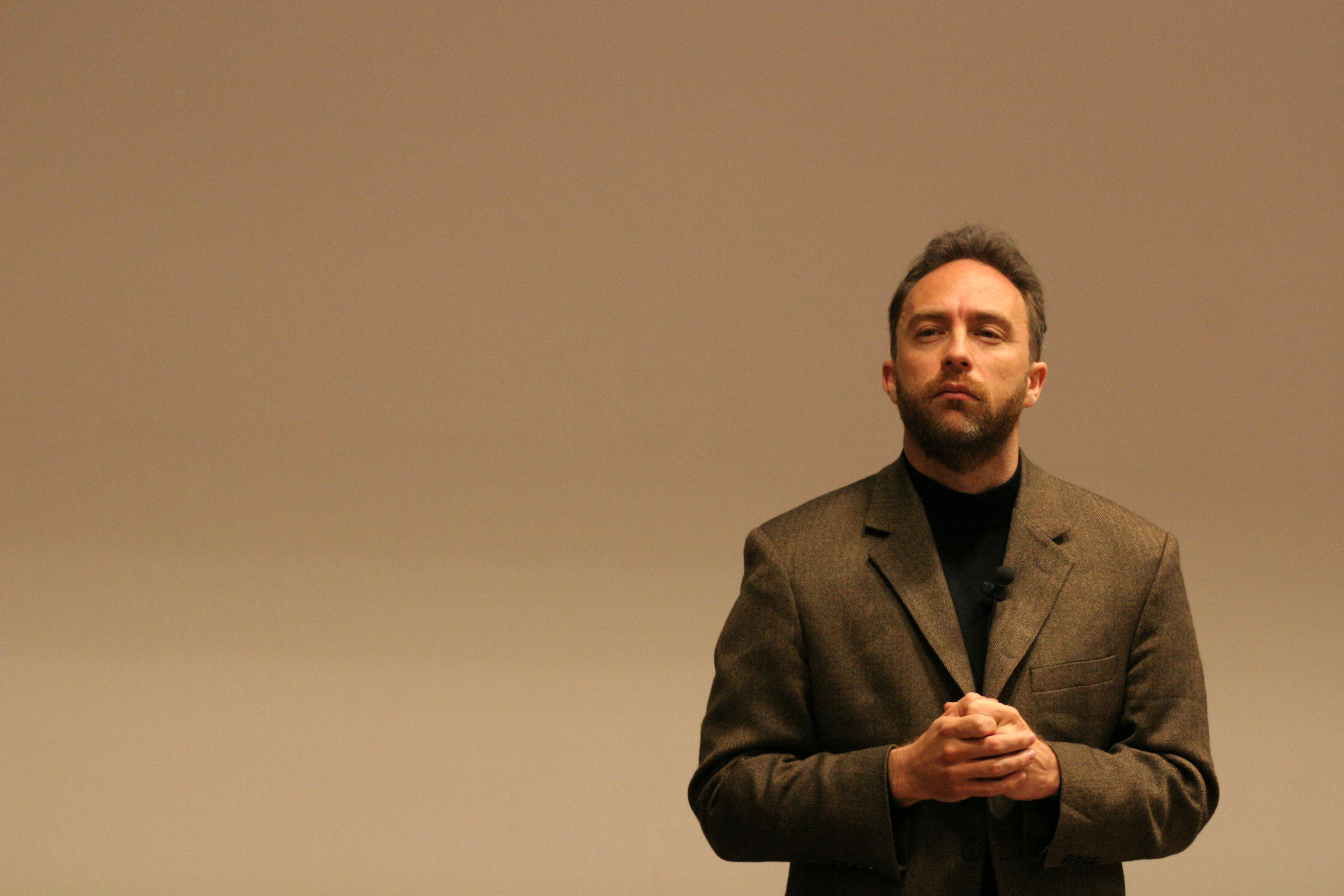
Jimbo Wales parlant al FOSDEM 2005

FOSDEM (de l'anglès Free and Open source Software Developers' European Meeting) és un esdeveniment anual de dos dies que reuneix la comunitat de programari lliure. Se celebra des de 2001.

## Història
En el FOSDEM del 2 al 4 de febrer del 2024 realitzat a Brussel·les s'anuncià que Kubuntu passaria a emprar l'instal·lador Calamares. Per altra banda, fou presentat un ordinador personal de mà per a jocs. L'Orange Pi Neo desenvolupat pel grup xinès Shenzhen Xunlong, amb Ryzen 7 i Manjaro com a distribució per defecte.